# Reale cappella del Tesoro di san Gennaro
La reale cappella del Tesoro di san Gennaro è una cappella barocca del duomo di Napoli fatta edificare su volontà dei napoletani per un voto a san Gennaro.
Si tratta di una delle massime espressioni artistiche della città, sia per la concentrazione ed il prestigio delle opere in esso custodite, sia per il numero di artisti di fama internazionale che hanno partecipato alla sua realizzazione. Le decorazioni pittoriche e ad affresco dell'interno, eseguite prevalentemente dal Domenichino e dal Lanfranco, fanno della cappella l'epicentro della pittura barocca emiliana a Napoli.
Grazie a diverse bolle pontificie, la reale cappella non appartiene alla curia arcivescovile, bensì alla città di Napoli rappresentata da un'antica istituzione civica, ancora oggi esistente, la Deputazione, e dai sedili di Napoli.
Dal 2003 alcuni ambienti adiacenti alla cappella ospitano il Museo del Tesoro di san Gennaro, esponendo ex-voto e donazioni offerte al santo nel corso di circa sette secoli da parte di re, papi e illustri personalità dell'aristocrazia napoletana ed europea.

## Storia

### La Deputazione del Tesoro

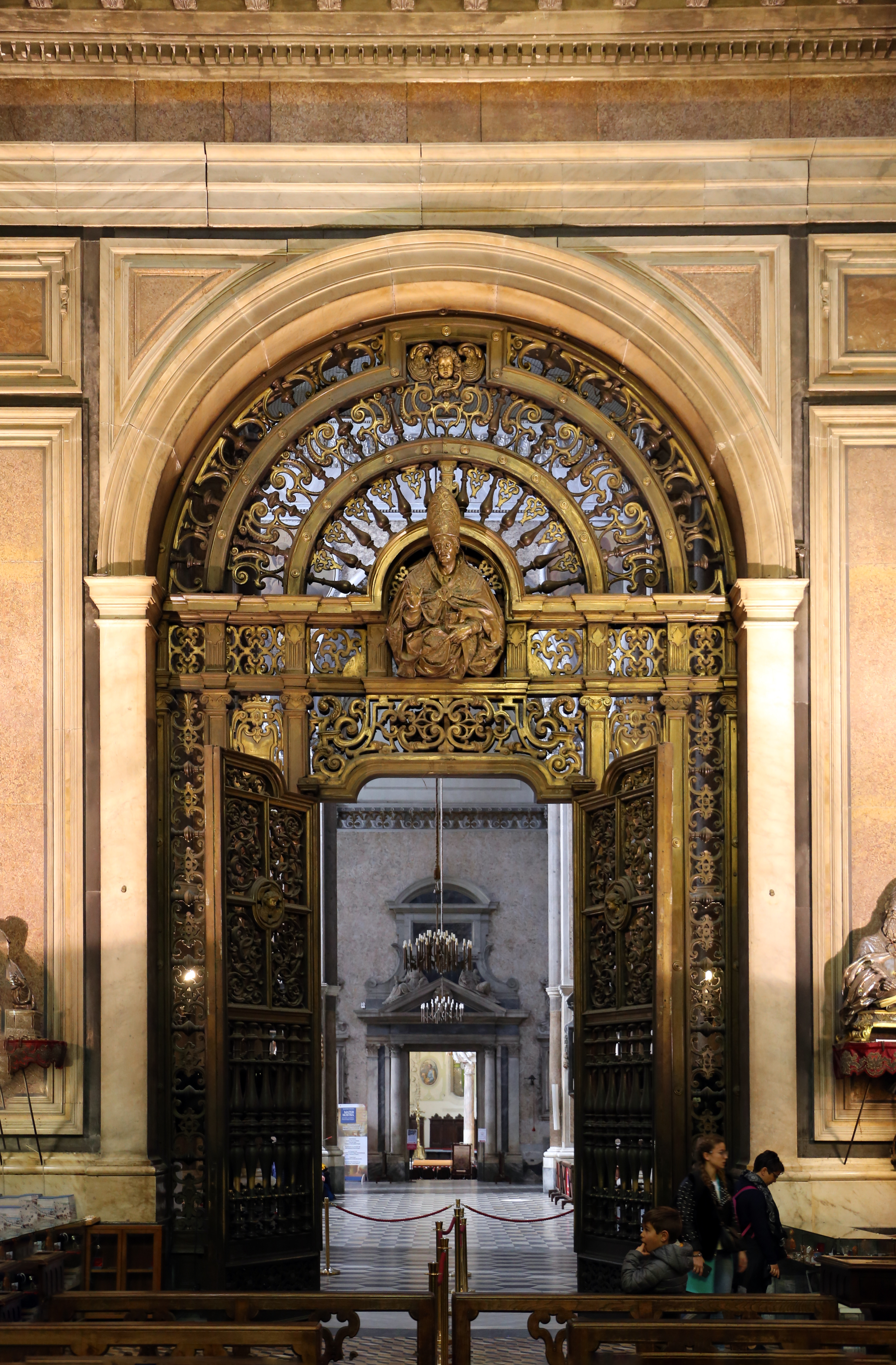
Ingresso alla cappella dal duomo di Napoli; in primo piano è il monumentale cancello di Cosimo Fanzago

La nascita della cappella è legata agli anni difficili che visse Napoli durante la prima metà del XVI secolo, caratterizzato per l'appunto da conflitti bellici oltre confine ed interni, crisi di pestilenza ed eruzioni vulcaniche.
I conflitti interni avvennero intorno al 1527, quando il pretendente angioino, approfittando anche dell'assenza del viceré di Napoli, impegnato con le truppe di Carlo V, e della morte del suo luogotenente Andrea Carafa conte di Santa Severina, tentò di riconquistare il Regno di Napoli sbarcando coi suoi soldati a Gaeta e a Salerno. A seguito di questi eventi, il generale Lautrec, al comando dei francesi, arrivò alle mura di Napoli e la cinse in assedio, impedendo il rifornimento delle derrate alimentari e, secondo alcuni storici tra cui Pietro Giannone, avvelenando anche le acque che abbeveravano la città. Ciò provocò una recrudescenza della pestilenza che stava già decimando i napoletani giungendo sino a circa 250.000 morti.
Nello stesso periodo anche il Vesuvio contribuì a devastare la città con una eruzione accompagnata da una serie di terremoti quotidiani che la dilaniarono.
A seguito di questi eventi il popolo napoletano decise di rivolgersi al proprio santo protettore e il 13 gennaio del 1527, anniversario della traslazione delle ossa di San Gennaro da Montevergine a Napoli, fecero voto di erigergli una nuova e più bella cappella nel duomo, in quanto la vecchia era relegata in una torre angusta posizionata a sinistra dell'entrata della cattedrale. L'impegno fu assunto solennemente e per dare ancora più valenza al voto i napoletani redassero il documento, sottoscritto dagli "eletti di città", davanti a un notaio, sull'altare maggiore della cattedrale con pubblico istrumento rogato da notar Vincenzo de Bossis.
In questo modo, per ottenere la liberazione dai tre flagelli, i rappresentanti dei cinque sedili di Napoli nobili (Capuano, Nido, Montagna, Portanova e Porto) più il rappresentante del sedile del Popolo fecero voto di offrire mille ducati per il tabernacolo eucaristico e diecimila per la costruzione di una nuova cappella in onore di San Gennaro.

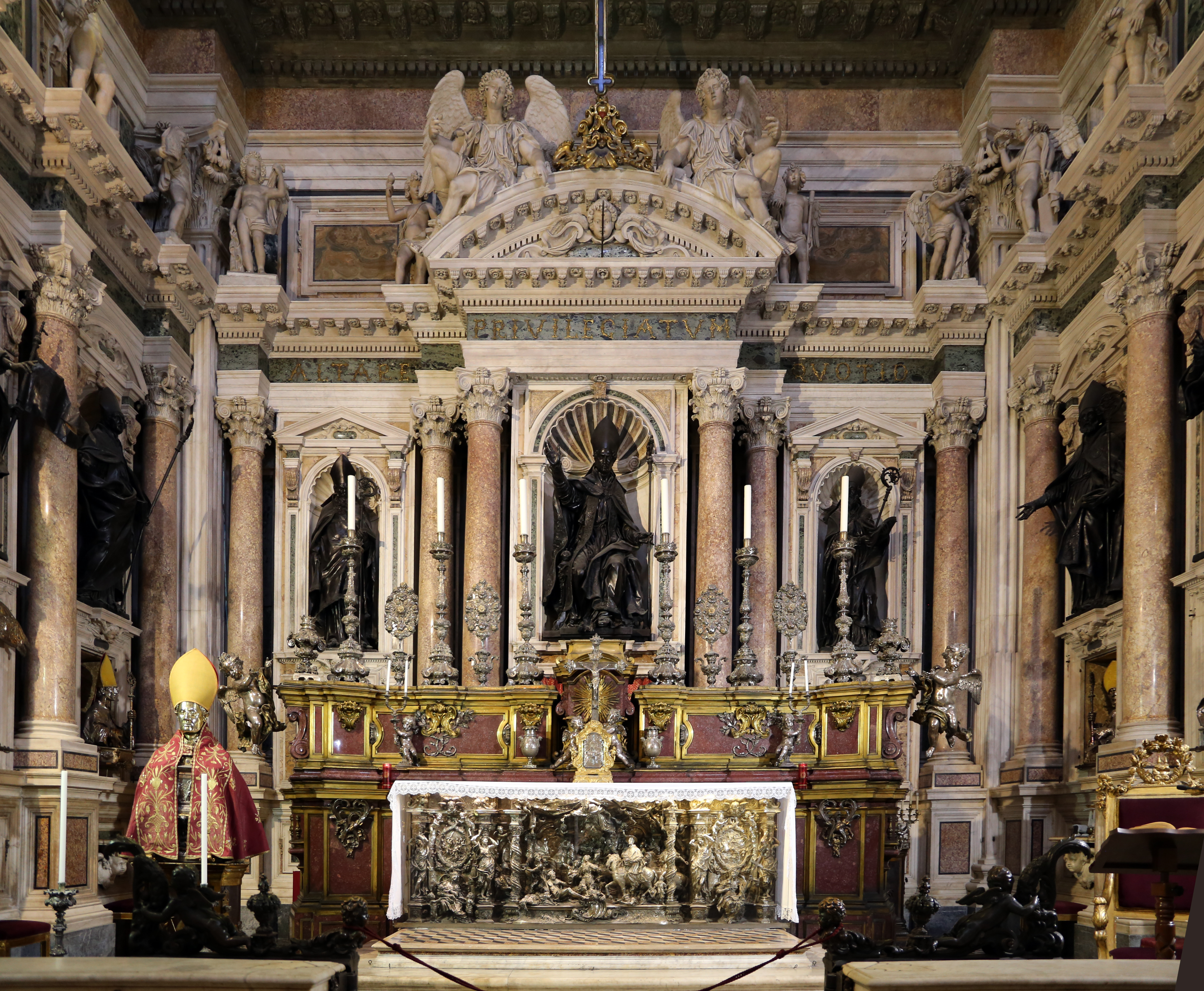
Altare maggiore

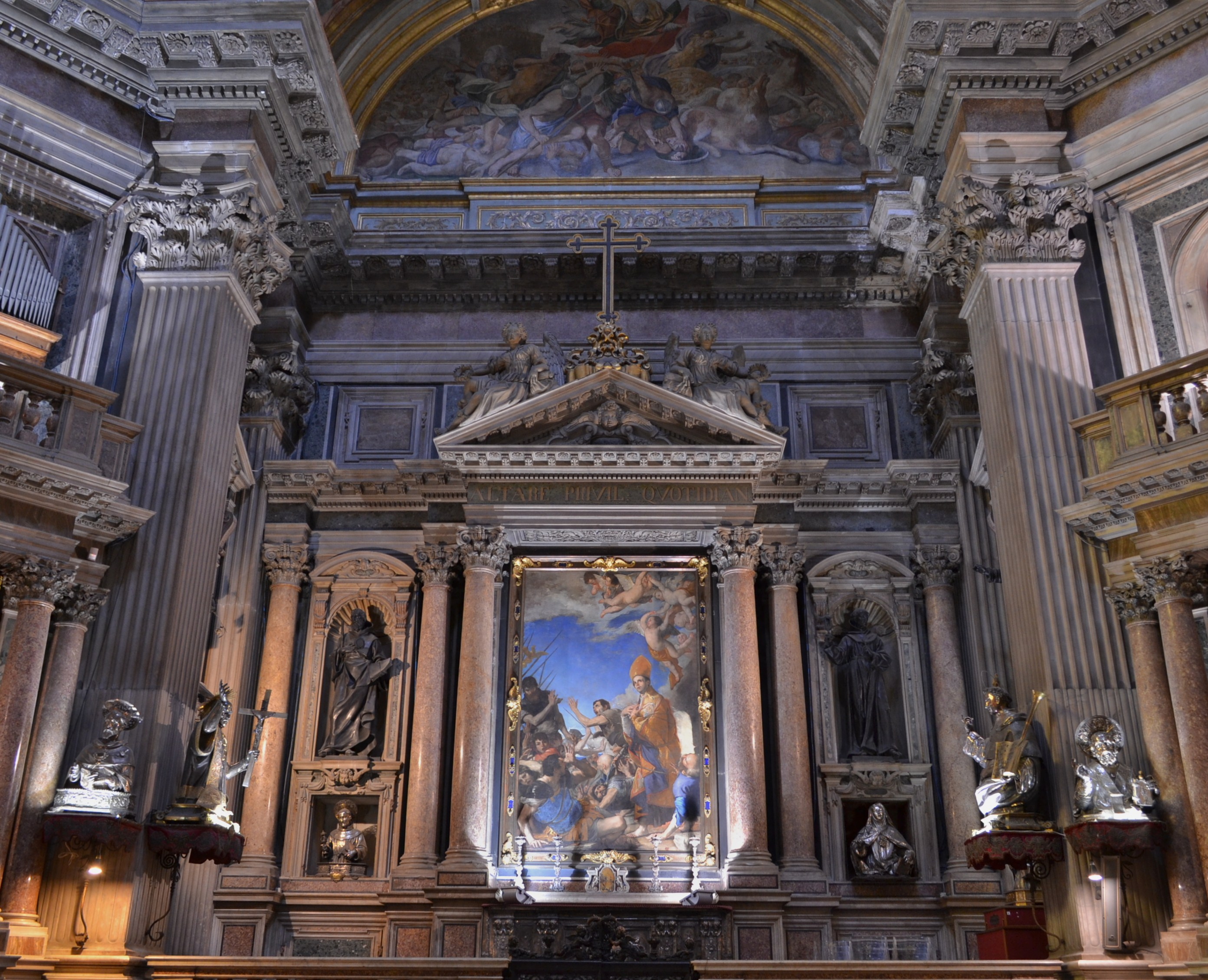
Altare di destra

Il 5 febbraio del 1601, gli "eletti della città" nominarono una commissione laica di dodici membri, denominata "Deputazione", composta da due rappresentanti per ognuno dei seggi cittadini ed a cui venne affidato il compito di promuovere e curare la costruzione e la decorazione della nuova cappella di San Gennaro.
Il finanziamento dell'opera inizialmente prevedeva lo stanziamento di 10.000 scudi; tuttavia il fondo raggiunse la cifra di oltre 480.000, senza ottenere alcun contributo dal Vaticano.

### Vicende legate agli incarichi pittorici
La costruzione della cappella, iniziata l'8 giugno del 1608, fu affidata all'architetto Francesco Grimaldi, già molto noto a Napoli per aver progettato altri edifici come la chiesa di Santa Maria della Sapienza, la basilica di San Paolo Maggiore, la chiesa di Sant'Andrea delle Dame ed altre ancora. Per realizzare l'opera architettonica furono demoliti diversi complessi preesistenti, come un oratorio, la piccola chiesa di Sant'Andrea, tre cappelle gentilizie del duomo di Napoli (dei Filomarino, Capace e Cavaselice) ed alcune abitazioni civili. Alla morte del Grimaldi, avvenuta nel 1613, gli successero alla direzione del cantiere dapprima Ceccardo Bernucci e poi Giovan Giacomo di Conforto, che li condusse fino al completamento.
I controversi incarichi pittorici legati alla cappella, accompagnati anche da un contesto cittadino complesso consistente in minacce ed attentati da parte di pittori locali (Belisario Corenzio, Battistello Caracciolo e Jusepe de Ribera) a scapito dei forestieri per disincentivare loro l'accettazione dell'incarico, fenomeno conosciuto dalla storiografia ufficiale come cabala di Napoli, hanno determinato tuttavia un rallentamento della conclusione dei lavori, che avvenne definitivamente solo nel 1646. Intrapresi infatti in un primo momento (1618) i contatti con il Cavalier d'Arpino per l'esecuzione del ciclo di affreschi della reale cappella, che avrebbero riguardato le Storie sulla vita di San Gennaro e l'affresco del Paradiso nella cupola, a causa di un avvio a singhiozzo, dovuto probabilmente anche al fatto che il pittore era in quel periodo ancora a Roma per il completamento di altre sue opere, la scelta della Deputazione ricadde successivamente (1620) su Guido Reni, già attivo a Napoli. La Deputazione, indirizzando le proprie scelte sul pittore emiliano, ribadì così la propria intenzione di affidare i lavori, probabilmente i più importanti di quel periodo in città, legati inoltre ad un luogo particolarmente devoto al popolo napoletano, a pittori non locali. Conseguenza di questa decisione fu che il movimento intimidatorio intrapreso dai tre pittori napoletani, su tutti il Corenzio, si attivò con così tanta prepotenza da organizzare un agguato ad un collaboratore del Reni, portandolo al ferimento. A questo punto, lo spavento dall'accaduto portò il Reni a rifiutare l'incarico e così la Deputazione si dovette mobilitare nuovamente nella ricerca del pittore a cui affidare l'incarico. Questa volta la ricerca vide allargare l'orizzonte decisionale della Deputazione, volgendo lo sguardo anche ad artisti partenopei come Fabrizio Santafede e il Caracciolo. Tuttavia le loro bozze presentate all'istituzione non piacquero e così, al 1628, il cantiere per il ciclo pittorico non riuscì ancora a partire.

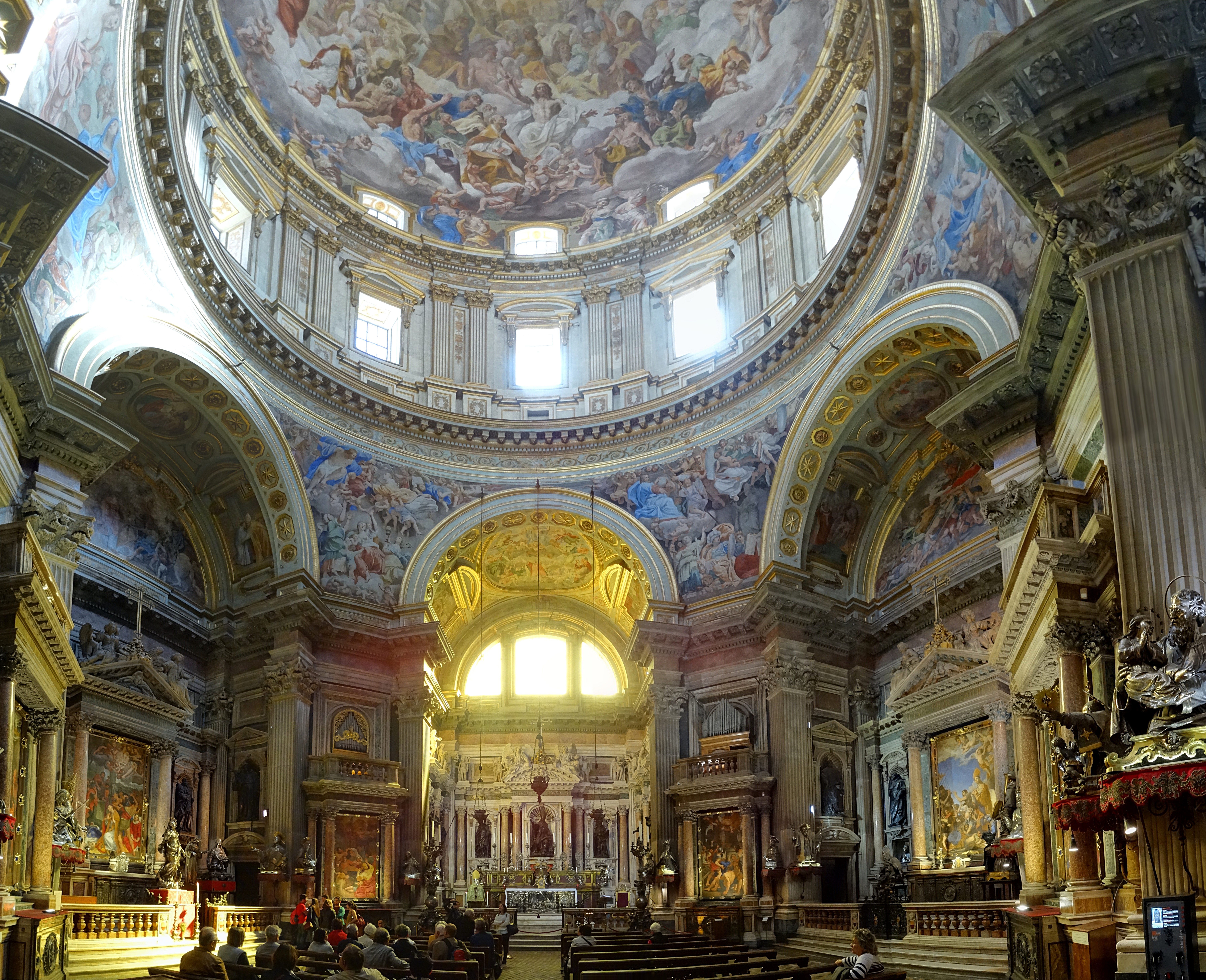
Visuale degli affreschi del Lanfranco e Domenichino

Due anni dopo, il Domenichino, altro pittore emiliano, riuscì invece a convincere l'organo civico con i propri test e finalmente iniziarono le decorazioni delle volte, compiendo nel 1633 dapprima quelle dei sottarchi degli altari, poi completando per il 1641 gli affreschi dei quattro pennacchi e infine, nello stesso anno, compiendo cinque dei sei oli su rame (uno risultò però essere incompleto) che decorano la fascia inferiore della cappella. Il Domenichino eseguì quindi la maggior parte degli affreschi commissionatigli fino alla sua morte improvvisa, avvenuta nel 6 aprile del 1641, probabilmente avvelenato dai tre pittori napoletani appartenenti alla cabala. Dopo due giorni, venne a sostituirlo nei lavori interni alla cupola un altro pittore natio e di scuola emiliana, Giovanni Lanfranco, che si occupò di compiere la scena del Paradiso completandola nel 1643.

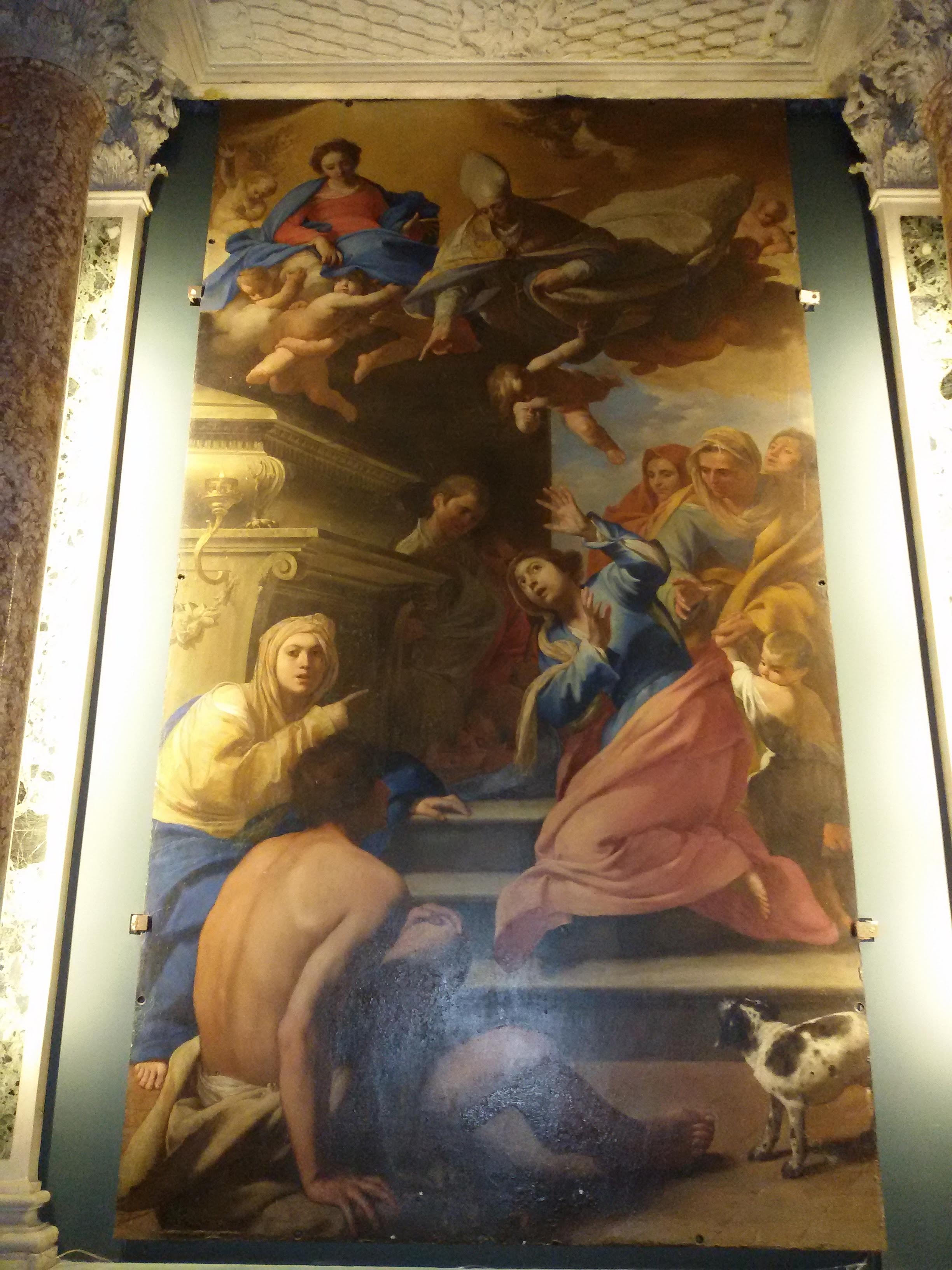
Il Miracolo dell'ossessa di Massimo Stanzione. Dapprima collocata in uno dei pilastri della cappella, poi spostata nell'Ottocento nell'adiacente cappella della Concezione.

Le opere che a quel punto erano incompiute risultavano essere due oli su rame, uno nel primo pilastro di destra, che il Domenichino non fece in tempo ad ultimare, e l'altro nell'altare di destra, mai iniziato. Così il 6 giugno del 1646 la Deputazione decise, per la prima volta dall'inizio dei lavori, di affidare a un pittore napoletano, Massimo Stanzione, la realizzazione di un'opera. Si trattava del ramo raffigurante il Miracolo dell'Ossessa, sul primo pilastro a destra, che aveva l'obiettivo di sostituire la versione non ultimata del Domenichino. Il quadro realizzato da Massimo Stanzione dapprima sostituì l'incompiuto del Domenichino, che fu sistemato nella sagrestia dell'Immacolata, oggi parte del complesso museale del Tesoro di san Gennaro, poi la Deputazione nel corso dell'Ottocento decise di invertire le due opere in quanto il quadro dello Stanzione non si uniformava al tema pittorico del Domenichino presente e prevalente nella cappella, la quale a quel punto contava del pittore emiliano cinque dipinti su sei nella fascia inferiore e gli affreschi nelle lunette degli archi e nei pennacchi della cupola, nella cui calotta vede l'opera del Lanfranco. L'ultimo olio su rame che rimaneva da realizzare fu definito solo nel 1646, con il pittore spagnolo (ma di scuola napoletana) Jusepe de Ribera, che eseguì la pala dell'altare di destra raffigurante San Gennaro esce illeso dalla fornace, considerata dalla critica una delle più belle opere del pittore per la plasticità dei personaggi, per la cura dei particolari e per la straordinaria capacità espressiva.
Con l'opera del Ribera, che di fatto è l'unica artisticamente "napoletana" all'interno della cappella, si poterono definire conclusi i lavori all'ambiente religioso.

### I rapporti con la Santa Sede ed il diritto alla laicità
Istituita la "Deputazione della reale cappella del Tesoro", sin dal principio l'organismo ha tenuto ad affermare e a difendere il diritto di patronato della città di Napoli sulla cappella proprio perché questa era diretta espressione della volontà dei napoletani e quindi espressione della laicità, autonomia ed indipendenza rispetto alla curia arcivescovile.
Nel 1605 la Deputazione, infatti, ottenne la bolla di fondazione da papa Paolo V e dopo tre anni, l'8 giugno 1608, iniziarono i lavori di costruzione del luogo sacro.
I primi problemi, però, arrivarono in corso d'opera con il cardinale arcivescovo Francesco Boncompagni che si oppose fermamente all'esenzione della Deputazione dalla giurisdizione dell'ordinario diocesano. La questione tuttavia venne superata sia dalla bolla di fondazione sia dalla protezione reale che le concesse il rango e i privilegi di cappella reale palatina.
Ulteriori problemi si ebbero dopo l'ingresso di Giuseppe Garibaldi a Napoli il 17 febbraio 1861 quando si pubblicarono alcuni decreti luogotenenziali relativi a benefici e cappellanie laicali. La Deputazione si batté perché le fosse riconosciuto il diritto di patronato laicale e il 13 maggio del 1861 la reale cappella del Tesoro di san Gennaro fu dichiarata esente dalla precedente legge del 17 febbraio essendo stata riconosciuta Istitutione sui generis. Rimase dunque intatta la laicità della proprietà che ha resistito anche alle leggi post unitarie del 7 luglio 1866 e del 15 agosto 1867, con le quali fu negato il riconoscimento di laicità a tutti gli ordini e alle congregazioni religiose regolari, ai conservatori musicali e ai ritiri che comportassero vita in comune e avessero carattere ecclesiastico. Tutti i luoghi di proprietà di tali enti soppressi furono incamerati dal demanio statale e fu sancita l'incapacità per ogni ente morale ecclesiastico di possedere immobili, fatte salve le parrocchie. La natura laica della Deputazione sancita dalle bolle pontificie fu mantenuta grazie anche ad un appassionato memoriale inviato alla Camera del governo italiano e sottoscritto dal presidente Rodrigo Nolli, allora sindaco di Napoli, e da tutti i deputati, con il quale si ricordava la natura laica della Deputazione, il diritto di patronato ottenuto da tre bolle pontificie e l'aspra guerra sostenuta contro la curia arcivescovile di Napoli per il mantenimento dello stato giuridico e la piena autonomia.
Il 15 agosto 1927, papa Pio XI con la bolla Neapolitanae Civitatis gloria riconosceva che le bolle pontificie di papa Paolo V e Urbano VIII avevano definito il diritto di patronato della città di Napoli sulla cappella, l'amministrazione dei beni, l'elezione dei cappellani coi relativi diritti e doveri, il servizio del culto divino ed altri privilegi ad essa inerenti.

## Descrizione

### Pianta
| 1. Cancello di Cosimo Fanzago (1665) 2. Infermi guariti con l'olio della lampada del santo, Domenichino (1640) 3. Decollazione di San Gennaro, Domenichino (1640 - altare sinistro) 4. Resurrezione di un morto, Domenichino (1640) ↑ Organi della reale cappella, Pompeo De Franco (1649) 5. Busto reliquiario di san Gennaro, Etienne Godefroy, Guillame de Verdelay e Milet d'Auxerre (1305) 6. Altare maggiore, Francesco Solimena (1667) 7. Infermi presso la tomba del santo, Domenichino (1640) ↑ Organi della reale cappella, Giovanni e Pietro Petillo (1902) 8. San Gennaro esce illeso dalla fornace, Jusepe de Ribera (1646 - altare destro) 9. Liberazione di una ossessa, Domenichino (1640) 10. Affreschi nella volta della cappella: nella cupola il Paradiso di Lanfranco (1643) nei pennacchi e nelle lunette le Storie su San Gennaro del Domenichino (1631-1633) 11. Passaggetto 12. Sacrestia 13. Cappella della Concezione 14. Museo del Tesoro di san Gennaro | Pianta |

### Interno
La cappella è a pianta a croce greca, il cui ingresso è caratterizzato da un cancello monumentale in bronzo dorato disegnato da Cosimo Fanzago nel 1630 in sostituzione di quello realizzato da Giovan Giacomo Conforto nel 1628, preceduto a sua volta da una fascia marmorea sul pavimento (simile a quella che caratterizza la cappella dei Capece Minutolo della stessa cattedrale) che delimita la superficie della cappella, separandola così dal resto dell'edificio religioso e ribadendo in questo modo la sua piena autonomia amministrativa rispetto alla curia.

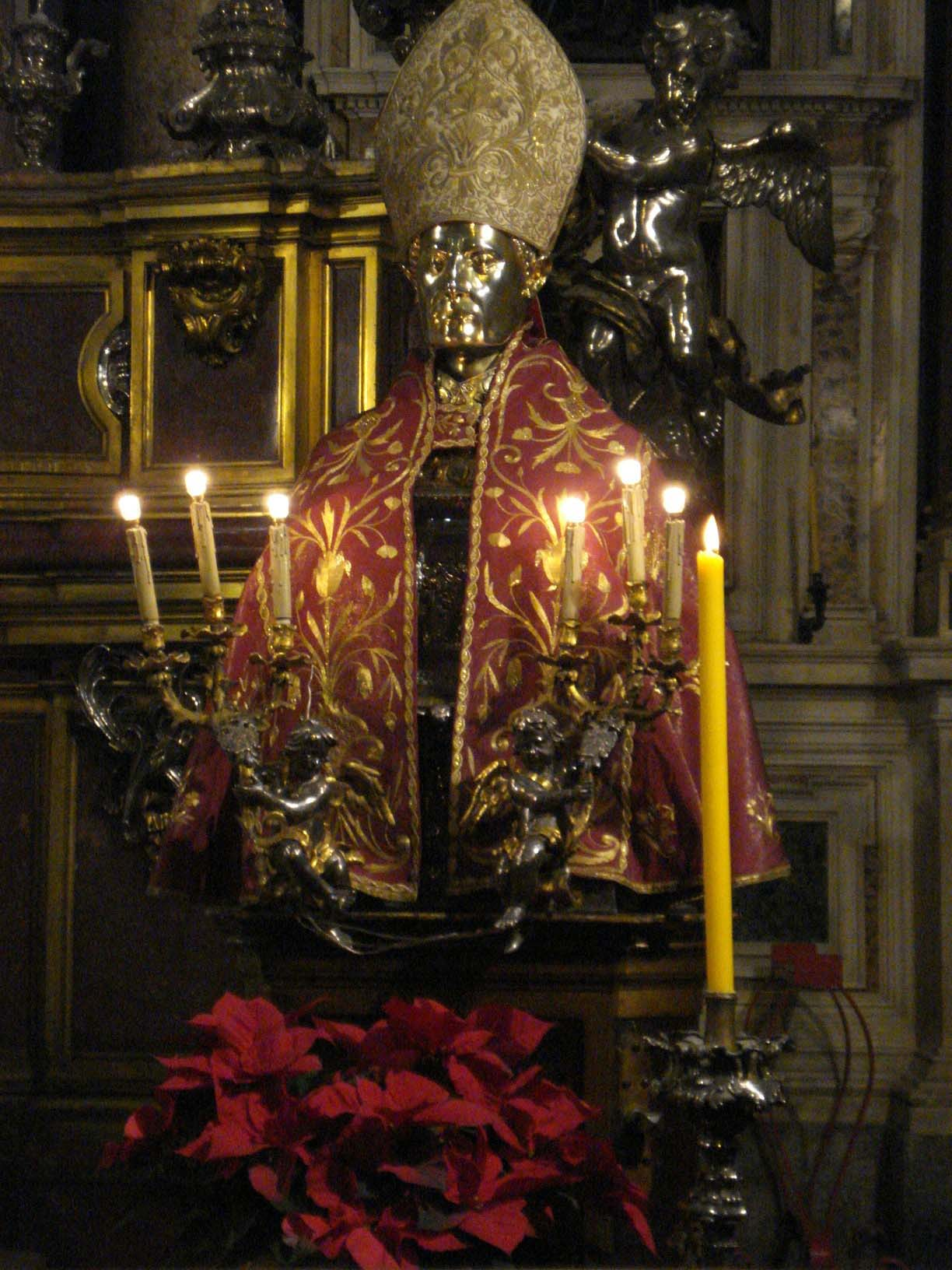
Il busto reliquiario di san Gennaro del 1305 vestito con piviale e mitra in seta e oro del XVIII secolo

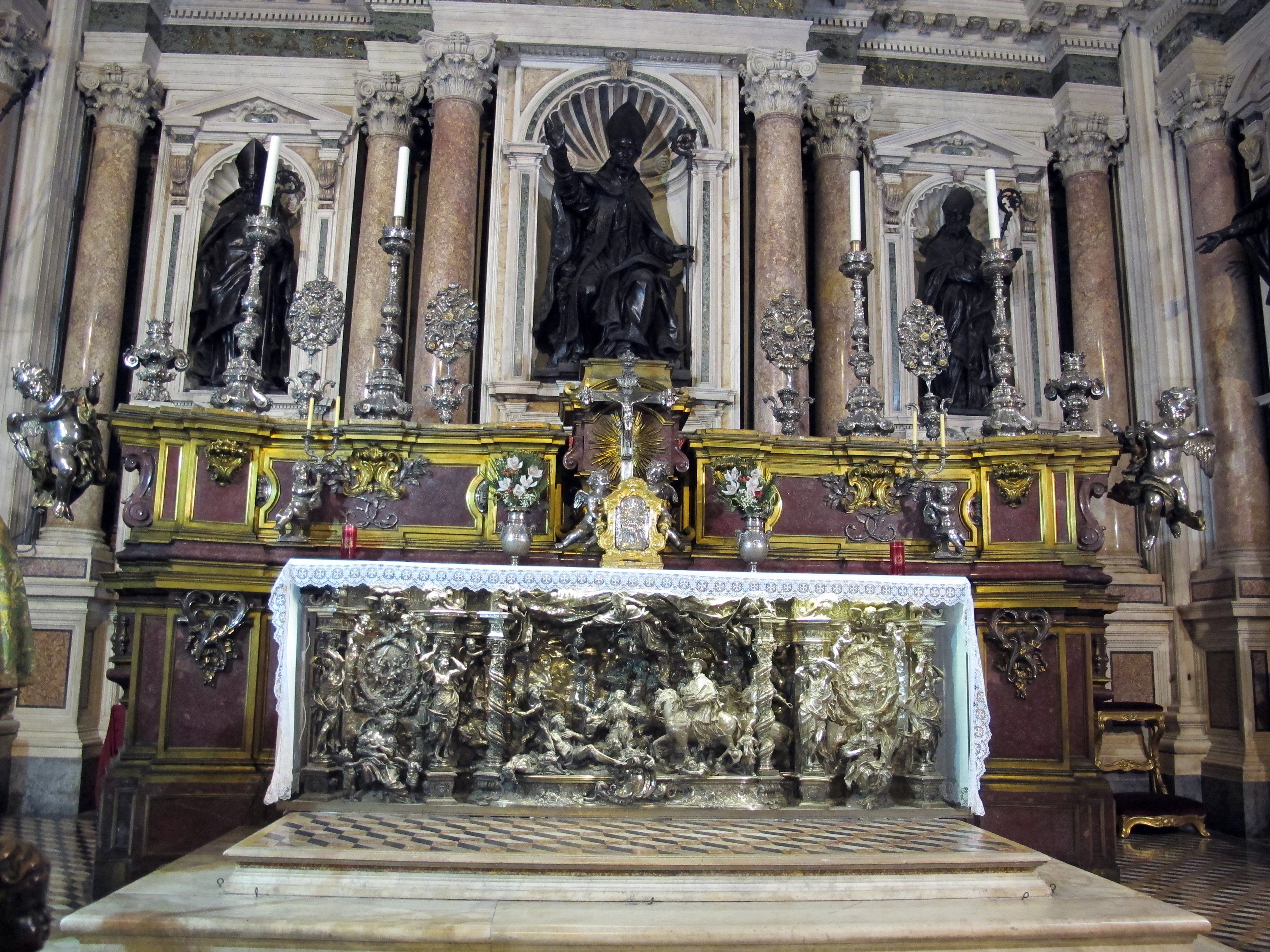
Altare maggiore: in primo piano in basso è il rilievo argenteo della Traslazione del Vinaccia, in alto al centro il San Gennaro seduto del Finelli

L'altare maggiore è al centro del presbitero, due altari sono laterali mentre altri quattro minori sono posti alle basi dei pilastri che reggono la cupola, tipico dello stile del barocco napoletano seicentesco. Francesco Solimena realizzò il nuovo altare maggiore, in porfido, completato nel 1667 che incornicia il paliotto d'argento raffigurante la Traslazione delle reliquie del santo da Monte Vergine a Napoli, opera questa di Giovan Domenico Vinaccia eseguita tra il 1692 al 1695. Dietro l'altare, due nicchie con sportelli argentei donati da Carlo II di Spagna nel 1667 custodiscono le ampolle del sangue di San Gennaro e avrebbero dovuto contenere anche il busto reliquiario di san Gennaro in oro e argento, realizzato da tre orafi provenzali e donato da Carlo II d'Angiò nel 1305, però esposto in cappella davanti all'altare maggiore, defilato sulla sinistra.
Sulle due cantorie ai lati dell'abside, si trovano altrettanti organi a canne. L'organo di sinistra è il più antico di Napoli ancora funzionante; venne costruito nel 1649 da Pompeo De Franco e, rimasto immutato nei secoli, è composto da 5 registri, con unica tastiera e senza pedaliera. L'organo di destra, coevo al primo, venne notevolmente modificato nel 1902 da Giovanni e Pietro Petillo e si compone di nove registri, sette al manuale e due al pedale.

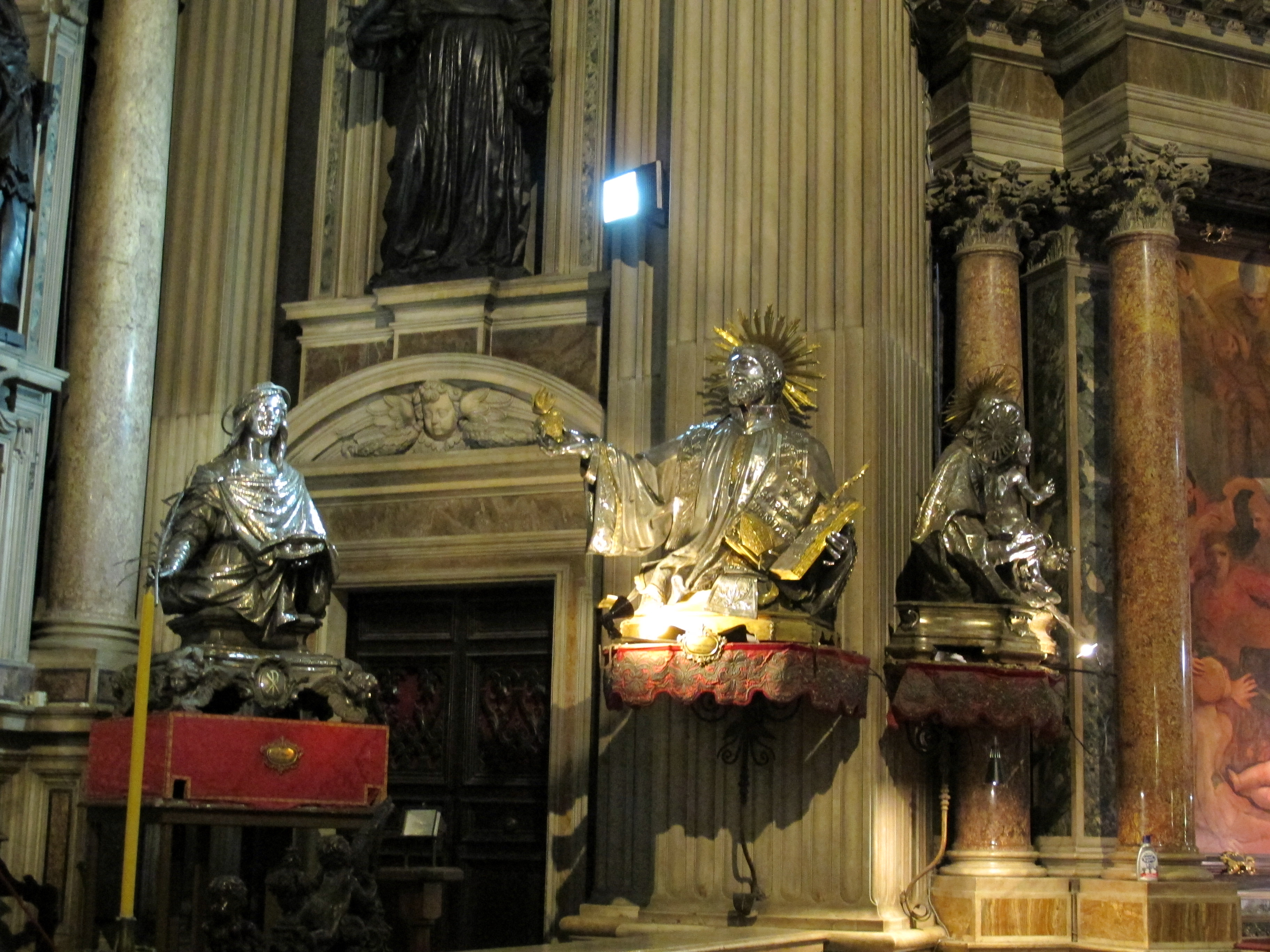
Alcune sculture argentee che caratterizzano la cappella

Tutta la cappella è contornata da una serie di diciannove sculture bronzee che vede nella centrale, posta dietro l'altare maggiore, il San Gennaro seduto del 1645, quasi a voler "dirigere" gli altri diciotto compatroni nella difesa di Napoli dalla fame, dalla crisi, dalla peste e dall'ira del Vesuvio. L'insieme delle decorazioni scultoree peraltro aveva avuto inizio nel 1610, su disegno di Francesco Grimaldi, le quali furono realizzate nell'arco di oltre un ventennio sotto la direzione di Cristoforo Monterosso, coinvolgendo oltre al carrarese Giuliano Finelli, allievo di Gian Lorenzo Bernini, che eseguì la maggior parte delle opere, anche altri scultori di scuola napoletana. Sono del Finelli il San Gennaro seduto, Sant'Agrippino, Sant'Agnello, San Tommaso d'Aquino, Sant'Eufebio, San Severo e Santa Patrizia, nella zona presbiteriale; Sant'Andrea d'Avellino e San Domenico, nell'altare di sinistra; San Giacomo della Marca e San Francesco di Paola sull'altare di destra; San Nicola a sinistra dell'ingresso. Le altre sculture sono invece il San Gaetano di Domenico Marinelli a destra dell'ingresso; Santa Teresa, di Cosimo Fanzago nell'altare di destra; Sant'Aspreno e Sant'Attanasio di Giovanni Domenico Monterossi e Tommaso Montani nel presbiterio; Sant'Antonio da Padova del Marinelli e San Francesco Saverio del Vinaccia nell'altare di sinistra. Sono inoltre presenti in cappella, compresa sacrestia e cappella della Concezione, cinquantaquattro busti reliquari tutti completamente in argento, sempre raffiguranti santi patroni della città e sempre di scuola napoletana, alcuni attribuiti a Lorenzo Vaccaro, a Giuseppe Sanmartino, ad Andrea Falcone e a Francesco Citarelli.

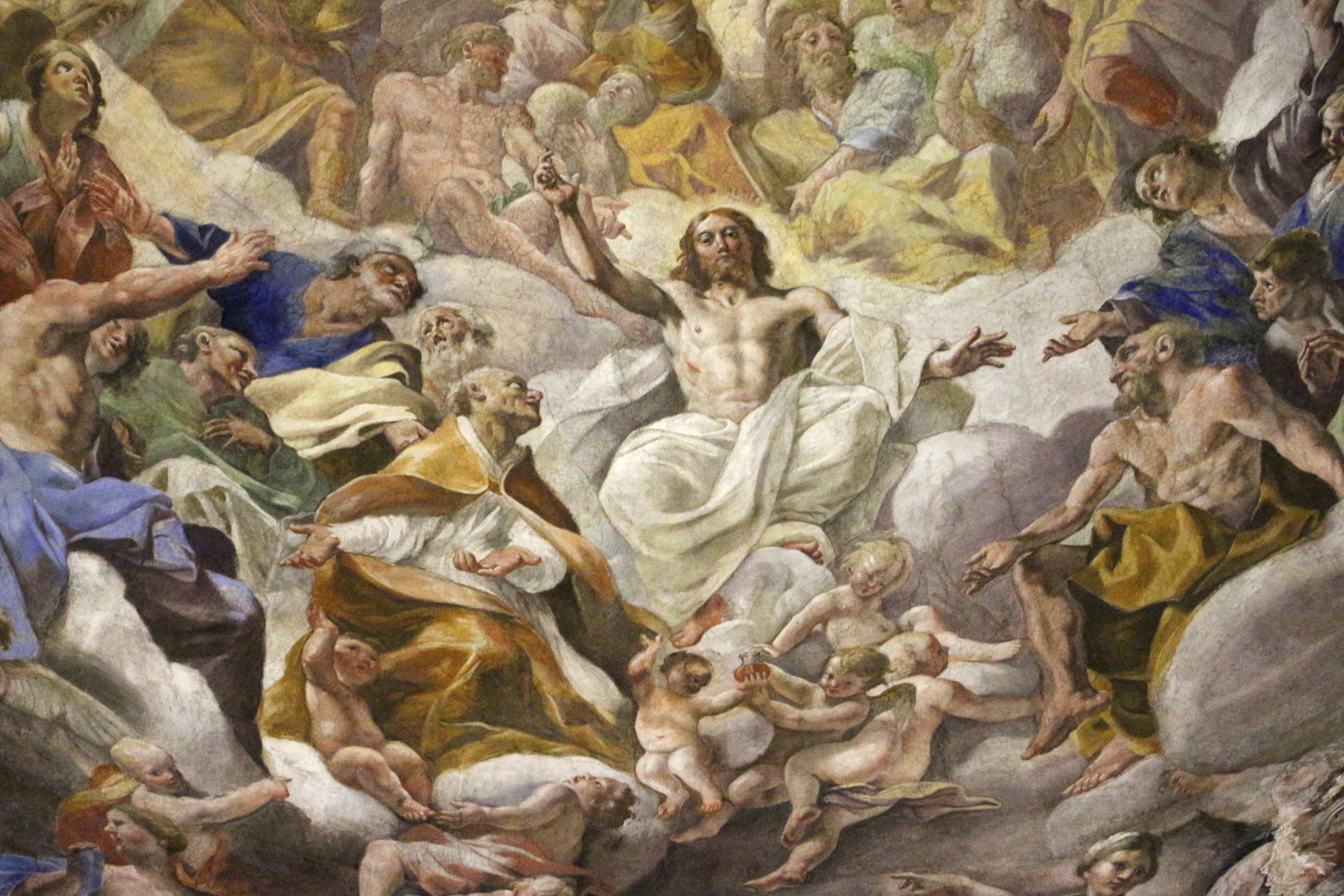
Dettaglio dell'affresco della cupola

L'intero apparato decorativo pittorico, quindi sia i dipinti che gli affreschi della cappella, sono prevalentemente del Domenichino e trattano le Storie della vita di San Gennaro.
Per quanto riguarda gli affreschi posti nelle lunette dell'ingresso e dei due altari laterali, così come la volta di quello principale e i tre sottarchi (i due laterali e quello d'ingresso) furono tutti terminate nel 1631 e costituiscono il primo intervento del pittore nella cappella. Nella lunetta d'accesso è il San Gennaro che ferma la lava del 1631, in quella dell'altare di sinistra è il San Gennaro condotto al martirio con i compagni Festo e Desiderio, nella volta dell'altare principale sono collocati gli affreschi ritraenti le scene del Tormento del santo, del San Gennaro nell'anfiteatro di Pozzuoli e di San Gennaro che dona la vista al tiranno Timoteo mentre nella lunetta dell'altare di destra è il San Gennaro che libera Napoli dai saraceni.
Le pitture che invece caratterizzano la fascia inferiore della cappella appartenenti all'artista emiliano, tutte olio su rame databili 1640 circa e riguardanti sempre le Storie della vita del santo, sono invece cinque: la Decollazione di san Gennaro, sull'altare di sinistra, con ai lati, sui pilastri, gli Infermi guariti con l'olio della lampada del santo a sinistra e la Resurrezione di un morto a destra, mentre sul lato destro della cappella, al pilastro sinistro è Gli infermi presso la tomba del santo e su quello destro l'incompiuta Ossessa liberata dall'invocazione del nome del santo.
Sono del Domenichino anche i cicli dei quattro pennacchi della cupola, databili al 1641, con la Vergine che intercede per Napoli, l'Incontro di san Gennaro con Cristo nella Gloria Celeste, il Cristo ordina a San Gennaro di difendere Napoli ed il Patrocinio dei santi Gennaro, Agrippina e Agnello Abate. Si tratta delle ultime opere del pittore presenti nella cappella prima della sopravvenuta morte.
L'affresco presente nella parte centrale della cupola riprendente la scena del Paradiso è infatti compiuto da Giovanni Lanfranco nel 1643, mentre al 1646 risale l'ultimo olio su rame che decora gli altari del registro inferiore con il San Gennaro esce illeso dalla fornace, eseguito da Jusepe de Ribera.

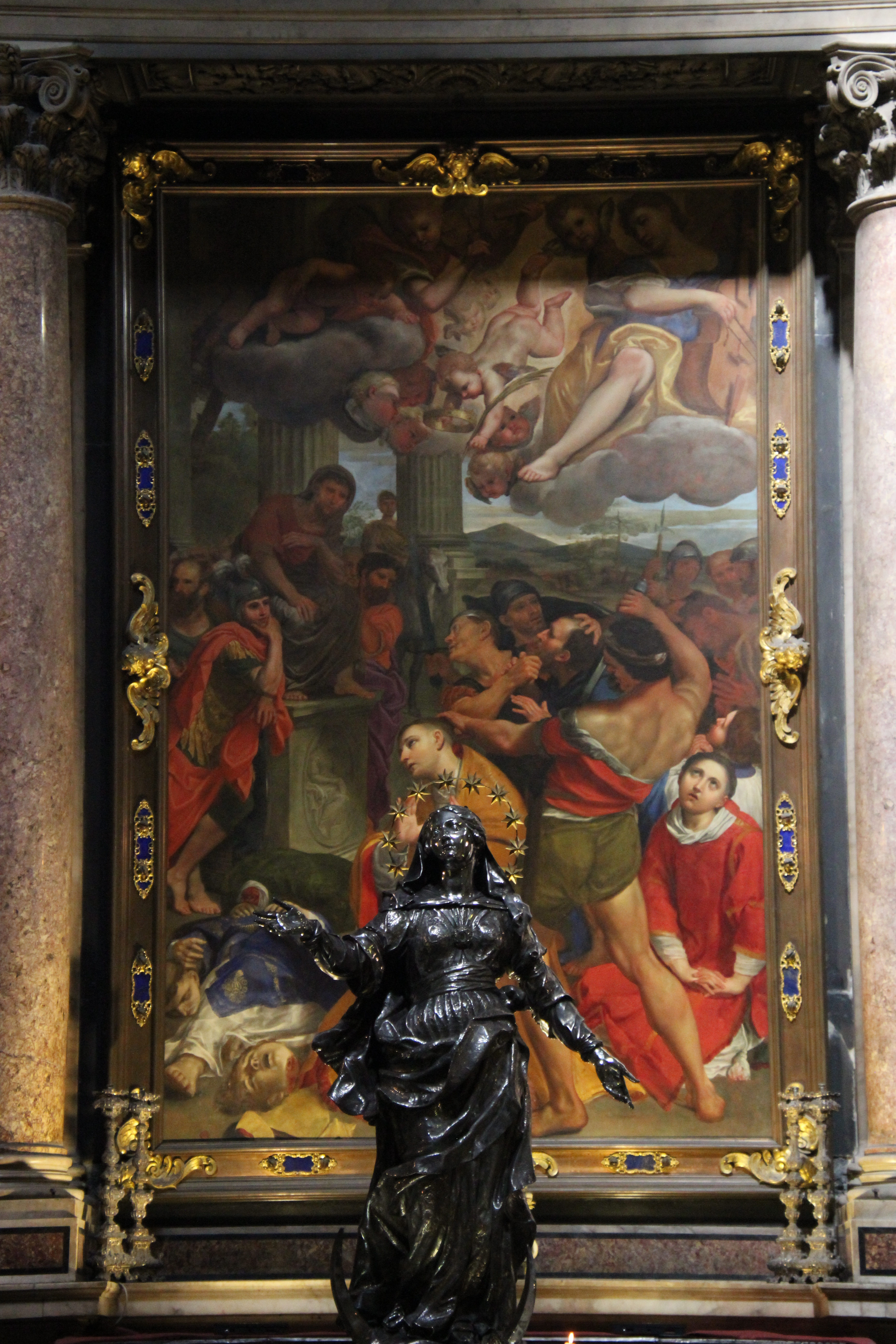
Decollazione di San Gennaro (1640), Domenichino
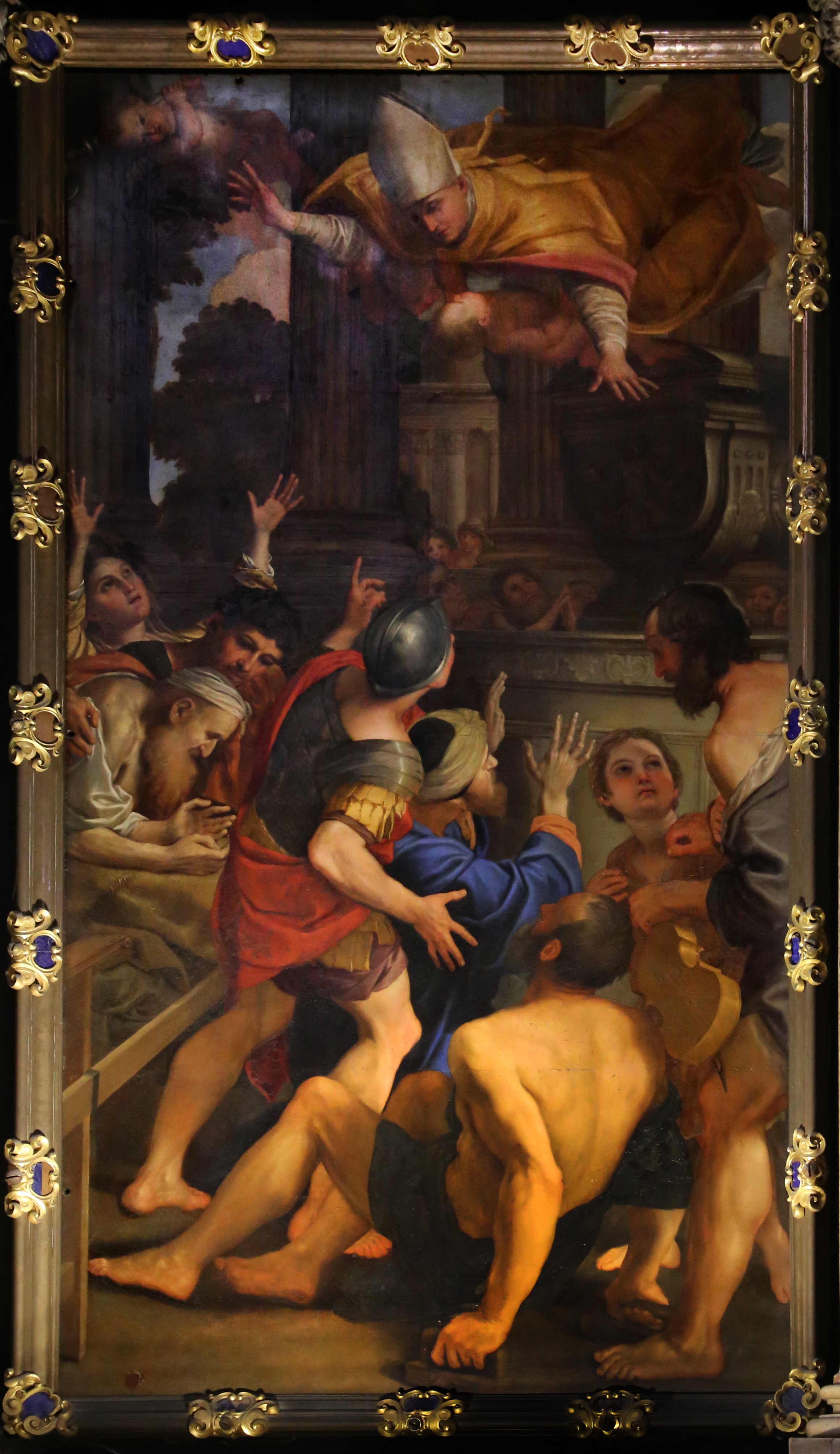
Infermi visitano la tomba di san Gennaro (1640), Domenichino
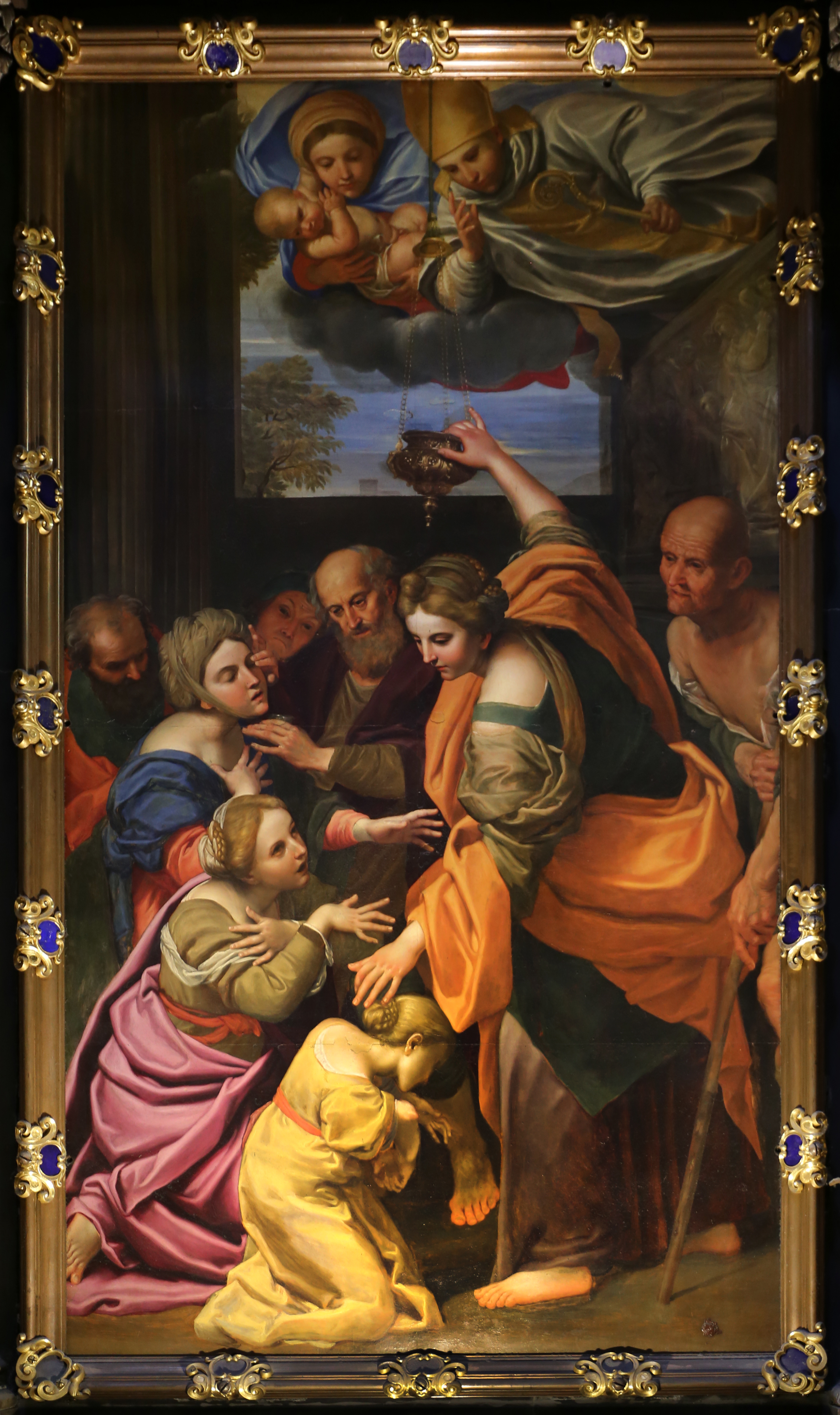
San Gennaro guarisce un infermo (1640), Domenichino
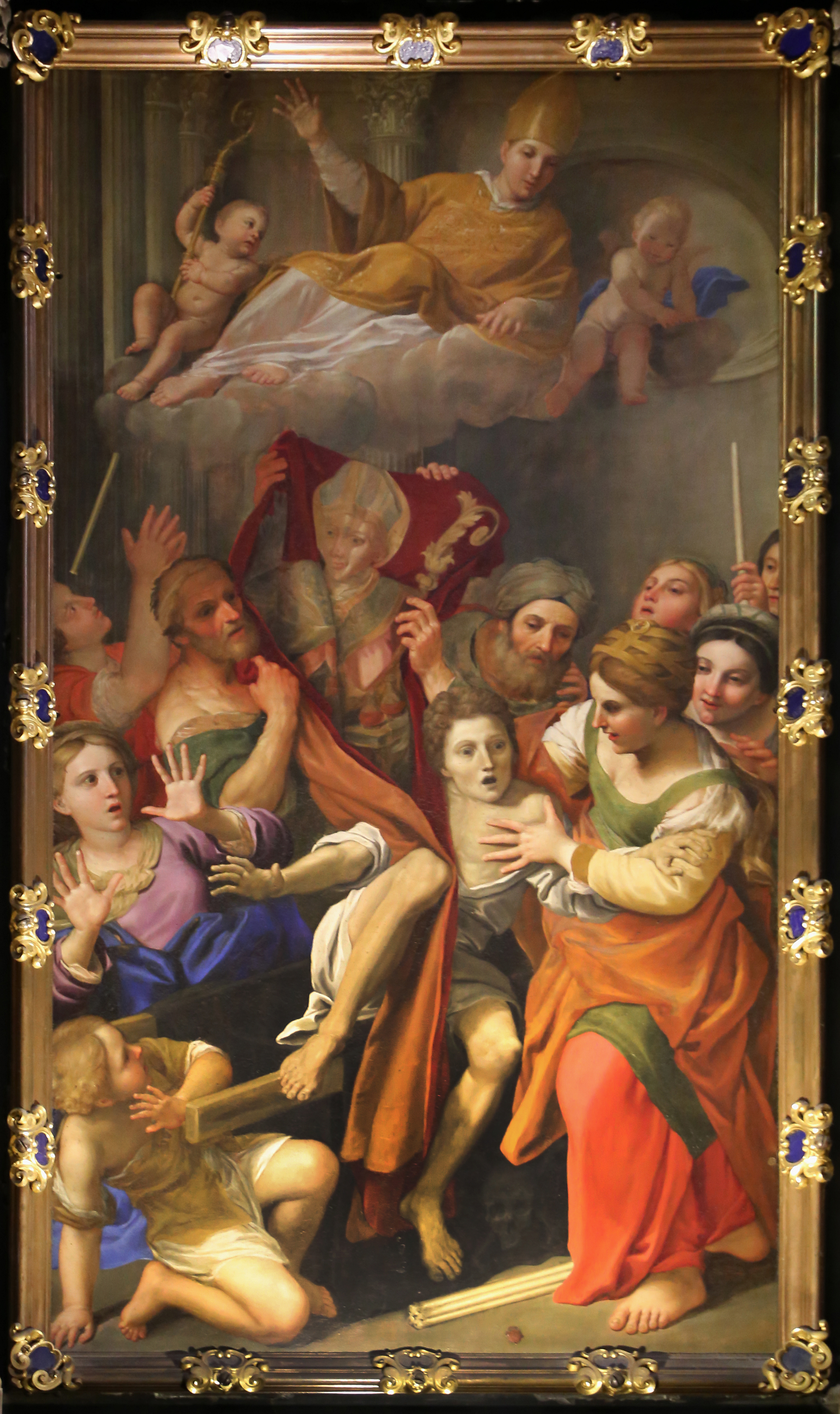
San Gennaro libera un'ossessa (1640), Domenichino
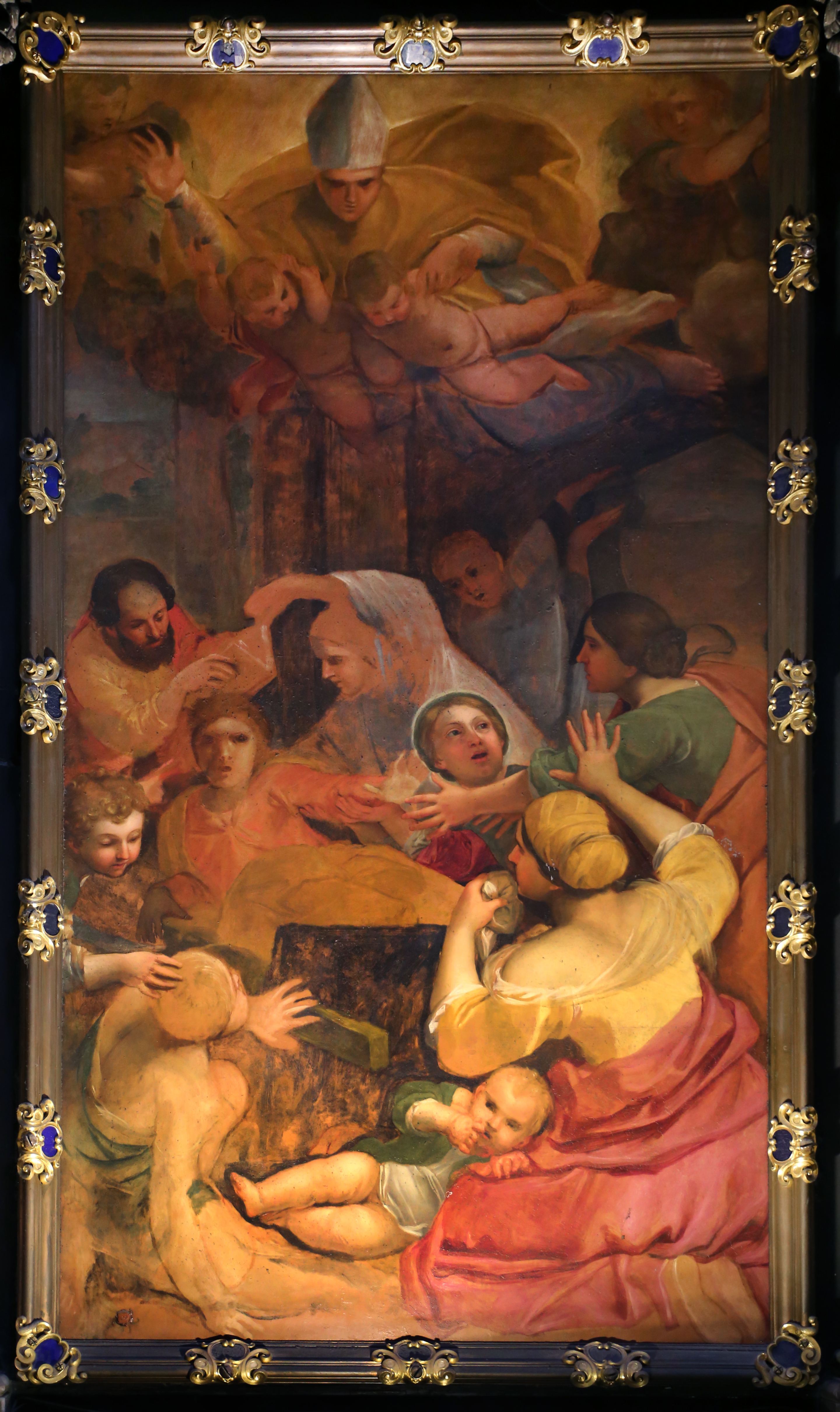
San Gennaro resuscita un morto (1640), Domenichino
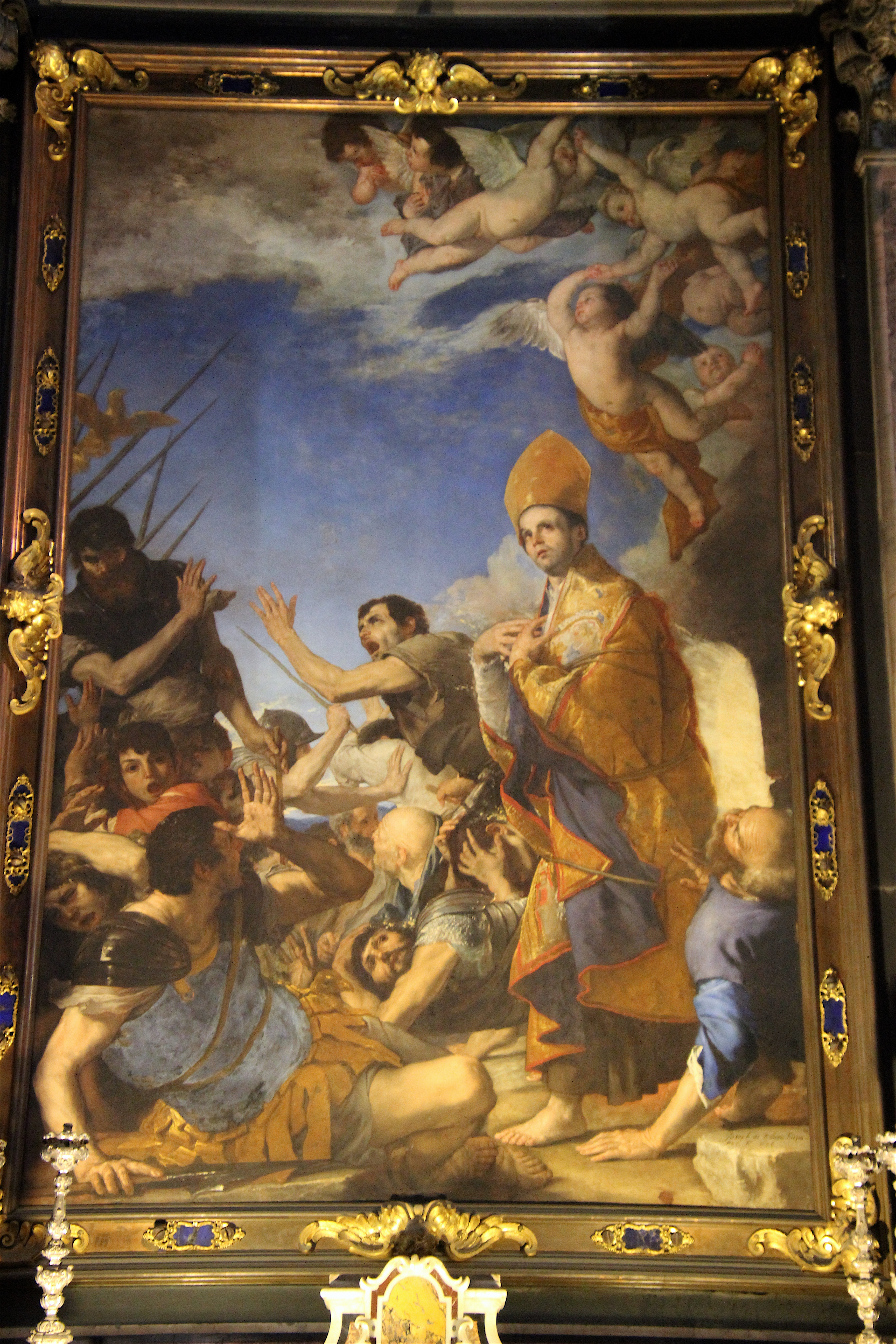
San Gennaro esce illeso dalla fornace (1646), Jusepe de Ribera

### Sacrestia e cappella della Concezione
Alle spalle dell'altare di destra un corridoio che si apre sulla parete di sinistra, affrescato in trompe-l'œil, conduce ad un ambiente ai cui lati si aprono, a destra, la sacrestia della cappella di San Gennaro, ed a sinistra, la cappella della Concezione (o dell'Immacolata).

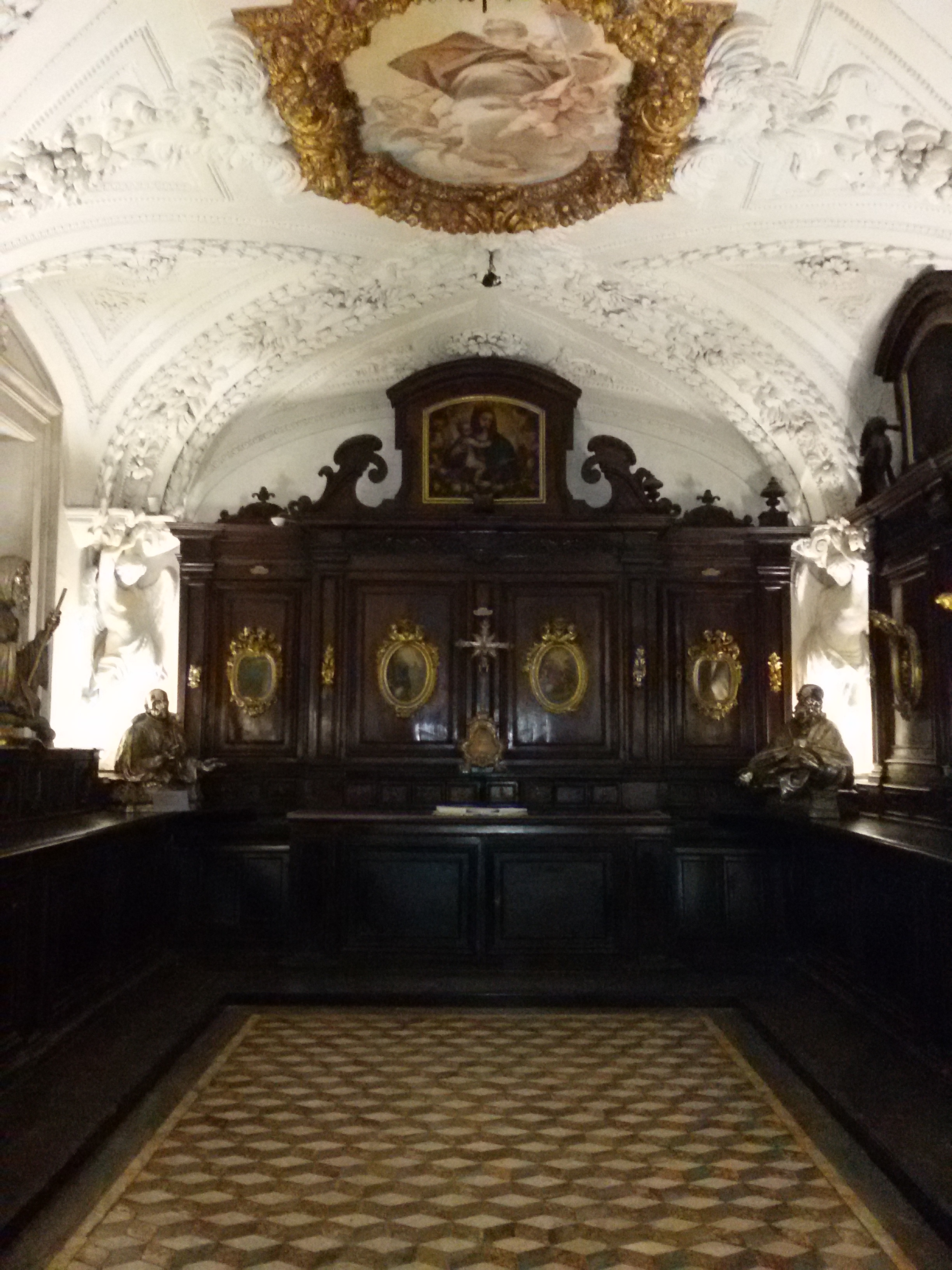
Sacrestia

Il passaggetto della cappella, anch'esso in trompe-l'œil, presenta affreschi lungo la volta e le pareti databili intorno al 1744 di Francesco Russo e Nicola Maria Rossi, un busto bronzeo su San Gennaro sopra la porta d'ingresso, un lavabo marmoreo seicentesco circondato ai lati da due panche anch'esse in marmo, mentre i quattro dipinti ovali collocati lungo le pareti sono opera di Vincenzo Fato e raffigurano le scene dell'Idropico, della Resurrezione di Lazzaro, del Cieco nato e della Cananea.
A destra si apre la sacrestia della reale cappella; questa vede lungo le pareti mobilia seicentesca di Dionisio Lazzari utilizzata ancor oggi per custodire i paramenti liturgici e gli oggetti sacri destinati alle funzioni religiose, mentre la volta è decorata da fregi e figure a mo' di cariatidi in stucco di Andrea Falcone eseguiti nel 1668, che culminano al centro del soffitto con un affresco ovale di Luca Giordano su San Gennaro in gloria eseguito nello stesso anno. Sui timpani degli armadi sono collocati altri quattro dipinti su rame del Giordano, ritraenti una Madonna col Bambino, un San Zaccaria, una Sant'Anna e un San Giuseppe; sulle ante sono invece otto ovali ancora in rame sulle Storie di Cristo: del Giordano sono il Calvario e il Getsmani, di Vincenzo Fato sono la Nascita, l'Epifania, la Circoncisione e la Disputa, tutti databili 1742, mentre di Paolo De Majo sono la Trinità e l'Annunciazione, databili al XVIII secolo.

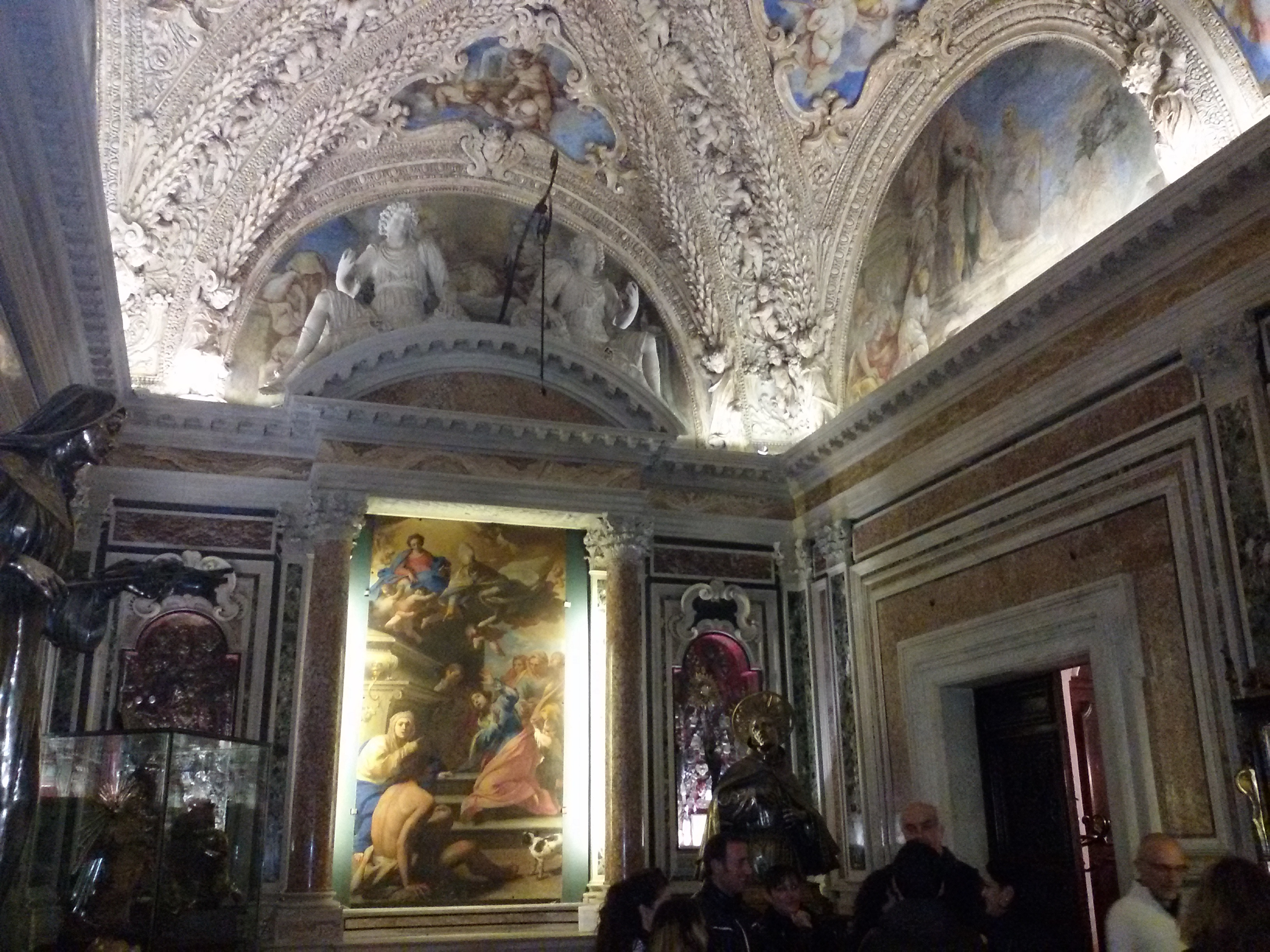
Cappella della Concezione

La cappella che si apre a sinistra del passaggetto è invece la cappella della Concezione, che presenta una volta riccamente decorata con fregi e putti in marmo e stucco e affrescata ancora in trompe-l'œil da Luca Giordano nel 1663 e Giacomo Farelli successivamente, il quale si occupò di terminare il lavoro compiendo anche l'ovale centrale della volta con l'Immacolata Concezione. Sull'altare è collocata la Liberazione di una ossessa di Massimo Stanzione del 1643, commissionata dalla Deputazione al pittore napoletano per sostituire quella incompiuta (a causa del decesso dell'artista) del Domenichino presente in cappella. L'opera dello Stanzione tuttavia, a causa dei forti risentimenti dell'influenza caravaggesca riscontrabili anche nella tela, non fu preferita a quella del pittore emiliano che invece, secondo la Deputazione, aveva meglio rispettato l'armonia compositiva di tutto l'ambiente. Il dipinto su rame fu così collocato a metà Ottocento sull'altare della cappella della Concezione. Sulla parete laterale sono infine posti due accessi che aprono gli ambienti del Museo del Tesoro di san Gennaro, da cui deriva la fruizione della sacrestia, del passaggetto e della cappella della Concezione.